# Francisco Valverde
Francisco Valverde fue un político peruano. 
Fue elegido diputado por el departamento del Cusco en 1864 durante el gobierno de Juan Antonio Pezet.